# Jodorowsky's Dune
Pour les articles homonymes, voir Dune (homonymie).
Pour plus de détails, voir Fiche technique et Distribution.
Jodorowsky's Dune est un film documentaire franco-américain réalisé par Frank Pavich, sorti en 2013.
Ce film décrit la tentative du réalisateur chilien Alejandro Jodorowsky d'adapter le roman de science fiction Dune de Frank Herbert au milieu des années 1970. Le documentaire fait partie de la sélection officielle de la Quinzaine des réalisateurs au Festival de Cannes 2013.

## Synopsis
Au début des années 1970, après les succès en Europe des films El Topo et La Montagne sacrée, le producteur français Michel Seydoux propose au réalisateur Alejandro Jodorowsky de produire son prochain film, lui laissant carte blanche. Jodorowsky se lance alors dans son projet le plus ambitieux : l'adaptation du roman Dune de Frank Herbert, qu'il n'a pas lu au départ, donnant par hasard le nom de cette œuvre à Seydoux car il en a entendu du bien par un ami. Mais, stimulé par le roman, il souhaite en faire une expérience spirituelle qui changera la vision des spectateurs, ce projet devenant pour lui un idéal mystique et conceptuel, du fait notamment de la présence dans le roman de l'épice, qu'il relie avec les excès de son époque (utilisation du LSD par les hippies, etc.).
Par la suite, Jodorowsky rassemble à Paris autour de lui tous ceux qui l'inspirent et qui seront, selon lui, les plus à même de réaliser son projet, : il travaille sur les aspects visuels avec Jean Giraud, alias Moebius (pour le design de la famille Atréides, le dessinateur concevant sous son impulsion l'imposant storyboard du film,), l'artiste H. R. Giger (pour la famille Harkonnen, notamment le château du baron Harkonnen que Jodorovsky imagine de A à Z, n'étant pas décrit dans l’œuvre originale) et l'illustrateur Chris Foss (pour les Fremen), ainsi qu'avec le spécialiste des effets spéciaux Dan O'Bannon. Il prévoit que la musique serait composée par les groupes Pink Floyd et Magma.
Concernant les acteurs du film, la distribution comprendrait David Carradine (le duc Leto Atréides), Salvador Dalí (l'empereur Padishah Shaddam IV), Orson Welles (le baron Vladimir Harkonnen), Mick Jagger (Feyd-Rautha Harkonnen), son propre fils Brontis Jodorowsky (Paul Atréides), Udo Kier (Piter de Vries) et la muse de Dalí, Amanda Lear (la princesse Irulan), Jodorowsky et Seydoux étant prêts à satisfaire toutes les demandes si nécessaire, même les plus farfelues,.
Jodorowsky apporte des modifications à l'histoire originale, qu'il confesse ne pas respecter, préférant montrer « sa » vision du roman d'Herbert, et admettant « violer » l'œuvre, « mais avec amour ».
Après deux ans d'écriture du script et un storyboard quasi complet, lorsque l'équipe de production recherche 5 millions de dollars pour finaliser le budget (estimé au total à 15 millions), elle se heurte au refus des studios hollywoodiens, qui craignent le tempérament de Jodorowsky et ses ambitions, effrayés lorsque celui-ci évoque un film de 12 heures. La production s'arrête alors net. L'abandon du projet marquera profondément Jodorowsky qui, blessé par ce refus, en tirera une rancœur concernant les majors américains, ces derniers employant l'équipe qu'il a réuni pour son projet sur d'autres productions hollywoodiennes, notamment Alien.
Le projet d'adaptation est repris ensuite par Raffaella De Laurentiis, son père Dino De Laurentiis, co-produisant le film Dune réalisé par David Lynch. Cependant, d'autres réalisateurs (comme Nicolas Winding Refn, interviewé dans le documentaire), ainsi que le producteur Michel Seydoux considèrent que le projet initial a circulé dans les studios et que de nombreuses idées ont été reprises dans des films, comme le premier Star Wars de George Lucas, Alien de Ridley Scott ou Contact de Robert Zemeckis. Selon eux, sans les idées développées par Jodorowsky dans son story-board, des films comme Aliens, et par la suite Blade Runner ou Matrix n'auraient pas pu voir le jour à Hollywood.
En outre, le documentaire relève un nombre de films prenant dans son projet des parallèles ou des sources d'inspiration, tels Flash Gordon, Les Aventuriers de l'arche perdue, Terminator, Les Maîtres de l'Univers ou Prometheus.
Jodorowsky se basera sur les restes de son Dune dans l'univers des bandes dessinées qu'il écrira plus tard pour L'Incal, dessinée par Mœbius et la série de La Caste des Méta-Barons, dessinée par Juan Giménez.

## Fiche technique
- Titre français : Jodorowsky's Dune
- Réalisation : Frank Pavich
- Musique : Kurt Stenzel
- Photographie : David Cavallo
- Montage : Paul Docherty et Alex Ricciardi
- Production : Frank Pavich, Stephen Scarlata et Travis Stevens
  - Coproduction : Michel Seydoux
- Sociétés de production : Jododune, en coproduction avec Camera One, en association avec Endless Picnic, Snowfort Pictures et City Film
- Sociétés de distribution : Sony Pictures Classics (États-Unis) Nour Films (France)
- Pays de production :  États-Unis et  France
- Langues originales : anglais, espagnol, français et allemand
- Format : couleurs - 1,78:1 - 35 mm - Dolby Digital
- Genre : documentaire
- Durée : 90 minutes
- Dates de sortie :
  - France : 18 mai 2013 (Festival de Cannes) ; 16 mars 2016[3] (sortie nationale)
  - États-Unis

## Distribution
- Alejandro Jodorowsky : lui-même
- Michel Seydoux : lui-même
- Jean-Paul Gibon : lui-même
- H. R. Giger : lui-même
- Chris Foss : lui-même
- Brontis Jodorowsky : lui-même
- Richard Stanley : lui-même
- Devin Faraci : lui-même
- Drew McWeeny : lui-même
- Gary Kurtz : lui-même
- Nicolas Winding Refn : lui-même
- Dan O'Bannon : lui-même (archives sonores)
- Diane O'Bannon : elle-même
- Christian Vander : lui-même
- Jean-Pierre Vignau : lui-même
- Amanda Lear : elle-même

## Accueil

### Accueil critique
En France, l'accueil critique du documentaire est très bon : le site Allociné propose une moyenne de 3,8/5 à partir de l'interprétation des critiques de presse recensées.

## Distinctions

### Récompenses
- Utopiales 2013 : Grand prix du jury et Prix Syfy du public

- Boston Society of Film Critics Awards 2014 : meilleur film documentaire (2e place)
- National Board of Review Awards 2014 : top 2014 des meilleurs films documentaires

### Nominations et sélections
- AFI Fest 2013

- Critics' Choice Movie Awards 2015 : meilleur film documentaire
- Satellite Awards 2015 : meilleur film documentaire